# Léon Digat
Léon Digat (né le 1er avril 1889 à Moulins-Engilbert et mort le 5 octobre 1968 à Coulaures) a été un militant syndicaliste des PTT des plus en vue, entre 1920 et 1939. Fidèle à la CGT de Léon Jouhaux, il fut en 1930, parmi les 22 signataires confédérés, unitaires et autonomes, d'un Manifeste réclamant l'unité syndicale.

## Repères biographiques
- mars 1902 : entrée aux PTT.
- 1905 : adhère au parti socialiste SFIO, dont il demeure membre toute sa vie.
- juin 1920 : élu secrétaire général de la Fédération nationale des travailleurs des PTT, adhérente à la CGT.
- 1921 : membre de la C.A. de la CGT. Il participe entre 1918 et 1938 à tous les Congrès de la CGT
- juin 1921 : réélu secrétaire général de la fédération postale qui, par 159 voix contre 129, repousse lors de son 2e congrès, l'adhésion à l'Internationale syndicale rouge, annexe syndicale du Komintern.
- 1921-1925 : reste secrétaire général de la Fédération des PTT
- 1919-1936 : secrétaire général du syndicat national des employés des PTT, qui regroupe les facteurs.
- 1925-1929 : membre titulaire du Conseil national économique.
- 1930 : signataire du Manifeste des 22, demandant l'unité syndicale.
- 1943 : se rallie à la fédération postale reconstituée clandestinement par les militants unitaires. Il rédige en septembre 1943 avec le militant « unitaire » parisien Emmanuel Fleury un appel à la réunification syndicale des « militants de toutes tendances ».

## Sources
- Dictionnaire biographique du mouvement ouvrier français.
- Georges Lefranc : Le mouvement syndical sous la IIIe République. Éditions Payot, 1967.
- Emmanuel Fleury : La remontée, documents sur les PTT parisiens dans la Résistance. Éditions sociales, Paris, 1969.
- Vincent Présumey : un mouvement pour l'unité syndicale au début des années trente. Dans Pierre Cours-Salies, René Mouriaux : L'unité syndicale en France, 1895-1995. Éditions Syllepse, Paris, 1996.